# Аристарх (Калинин)
Архиепископ Аристарх (в миру Афанасий Спиридонович Калинин; 9 марта 1907, Сергеевка, Саратовская губерния — 4 мая 2000, Новозыбков, Брянская область) — предстоятель Русской древлеправославной церкви с титулом «Архиепископ Московский и всея Руси».
Сын архиепископа Московского и всея Руси Иоанна (Калинина).

## Биография

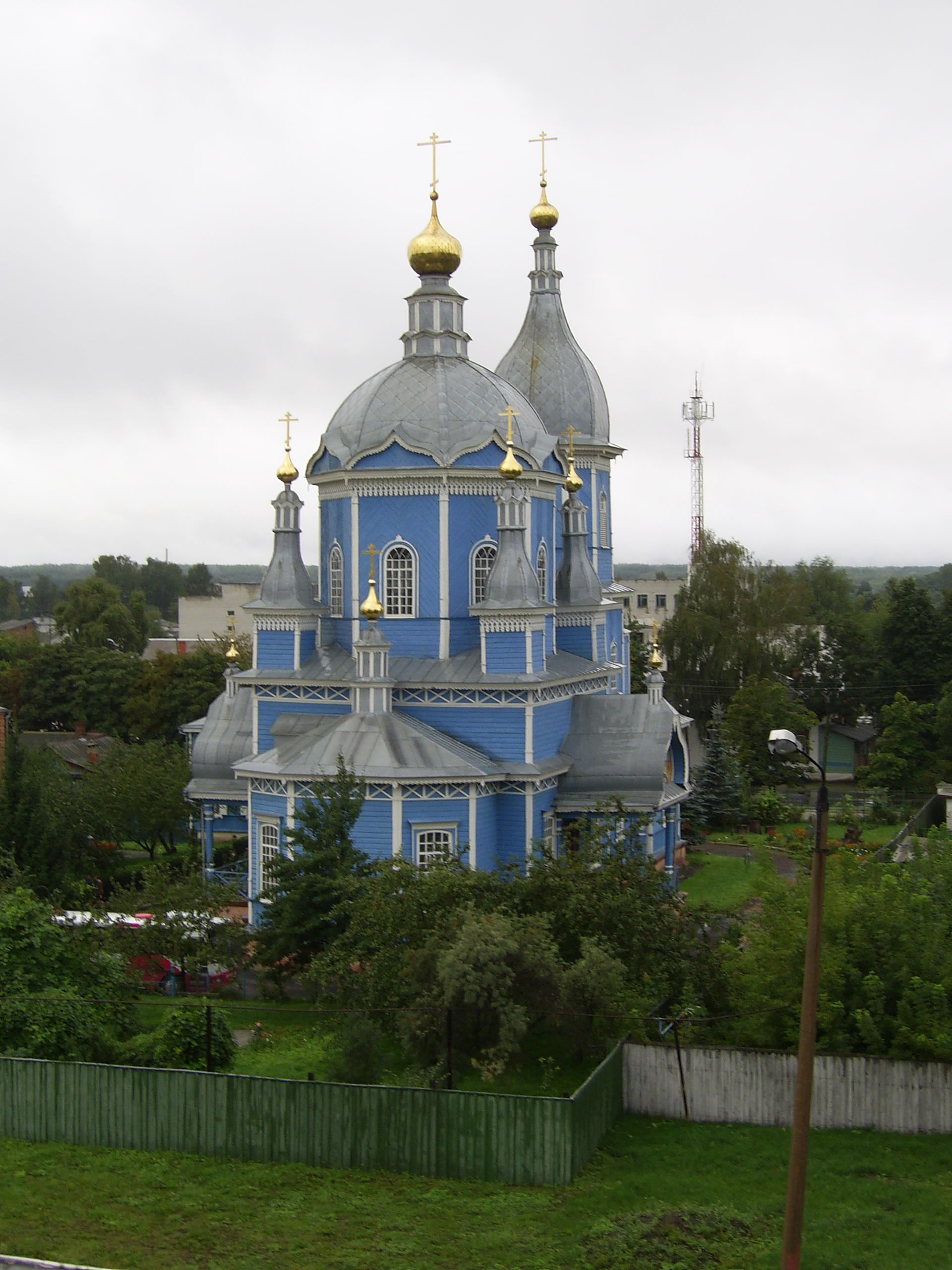
Спасо-Преображенский собор в Новозыбкове

В 1951 году был рукоположен в сан диакона. На протяжении следующих двенадцати лет служил в Свято-Николаевском храме на Рогожском кладбище в Москве.
С 1952 года являлся участником всемирных, всесоюзных и российских конференций религиозных деятелей по проблемам мирного сосуществования.
В 1963 году рукоположен во священника и назначен настоятелем Спасо-Преображенского собора в Новозыбкове. В 1969 году был возведён в сан протоиерея.
Фактически спас беглопоповское согласие от превращения в вымирающую маргинальную деноминацию. После хрущёвских гонений он смог стабилизировать внешнее и внутреннее положение беглопоповцев, у которых тогда насчитывалось не более 18 приходов. Именно при нём город Новозыбков Брянской области стал центром всего согласия, а за иерархией с тех пор закрепилось прозвание новозыбковской.
В 1973 году назначен секретарём Древлеправославной архиепископии. В 1987 году назначен ответственным секретарём Древлеправославной Архиепископии.
Вёл переписку с огромным количеством людей. Работал над письмами порой по 16—18 часов в день, несмотря на преклонный возраст. До последнего дня сохранил необычайную для своего возраста работоспособность, великолепную память и ясный ум. Был тонким знатоком богослужебного устава.
4 марта 1995 года протоиерей Афанасий Калинин принял монашество с именем Аристарх.
На следующий день был возведён в сан епископа Московского и назначен помощником архиепископа Геннадия. В его архиерейской хиротонии принимали участие следующие иерархи: архиепископ Новозыбковский, Московский и всея Руси Геннадий (Антонов) и епископ Тульчинский и всея Румынии Евмений (Титов). Последние годы жизни архиепископа Геннадия (Антонова) фактически управлял делами архиепископии.
2 февраля 1996 года после кончины архиепископа Геннадия совет епископов избрал епископа Аристарха Местоблюстителем престола древлеправославного архиепископа Новозыбковского, Московского и всея Руси.
5 июня 1996 года на Архиерейском Соборе Русской Древлеправославной Церкви епископ Аристарх (Калинин) был избран Древлеправославным Архиепископом Новозыбковским, Московским и всея Руси.
6 ноября 1996 года на совете епископов Русской древлеправославной церкви под председательством Арстарха был принят новый типовой приходской Устав, учитывающий современное государственное законодательство о религ. объединениях.
Стараниями архиепископа Аристарха был обустроен и украшен Спасо-Преображенский кафедральный собор. Являлся одним из основателей и преподавателей Высшего древлеправославного духовного училища, всемерно содействовал развитию издательской деятельности Русской древлеправославной церкви.
Будучи в старости уже почти слепым, он спрашивал на Литургии, какие надо читать евангельские «зачала», и читал их по памяти вместо диакона.
Скончался 4 мая 2000 года в Новозыбкове. Погребён близ алтаря Новозыбковского Спасо-Преображенского собора.